# Banū ʿAmr
I Banū ʿAmr ibn ʿAwf (in arabo ﺑﻨﻮ ﻋﻤﺮﻭ ﺑﻦ ﻋﻮﻑ‎?) furono una tribù araba insediata a Qubāʾ, nella periferia di Yathrib (poi Medina).
Si crede che da essa discenda la tribù dei B. Ḥarb.